# Soule (juego)

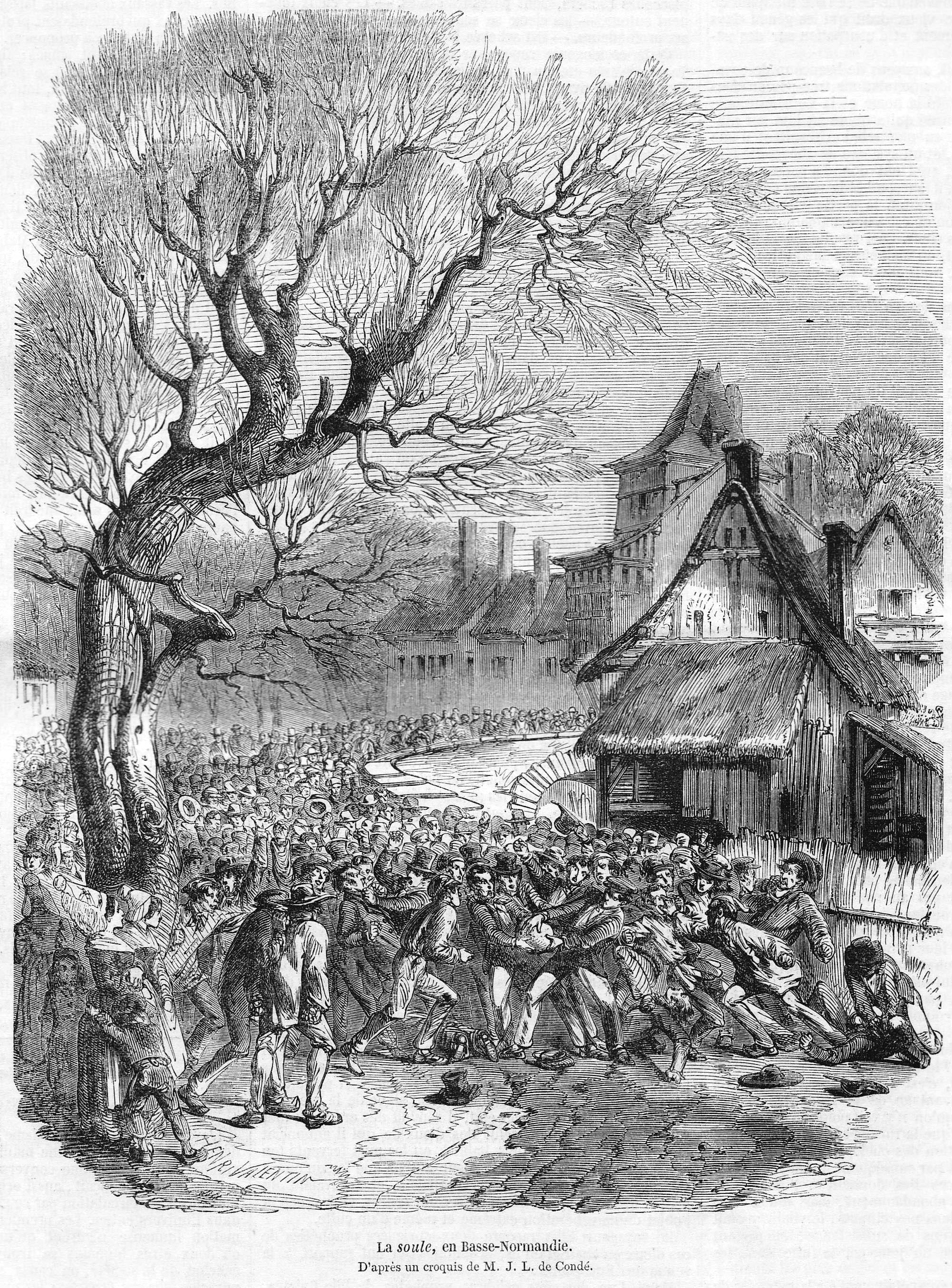
Encuentro de soule en Baja Normandía en 1852.

La soule era un juego de pelota que se practicaba a través de los prados, los bosques, landas y hasta las villas o estanques en las regiones francesas de Normandía y Picardía. El reconocidos por muchos como antecesor del balompié o del rugby fue muy popular en la Europa del siglo XIV y XV. El fin era devolver el balón en un lugar indicado, el fogón de una casa por ejemplo. En ciertos casos, hasta había que mojar el soule en una fuente antes de alojarlo en la ceniza. El juego era, pues, solo una galopada inmensa entrecortada de peleas (mêlées) más o menos encarnizadas. El instrumento de juego podía ser una pelota de cuero, una vejiga de cerdo llena de heno, una pelota de tela o una bola de madera.
Los estadios no eran necesarios porque eran deportes de plena naturaleza. Las parroquias no estaban en condiciones de construir un local o dedicarles un terreno de juego. Las reglas eran muy fluctuantes y las autoridades estaban contra la práctica de estos deportes. No obstante, se pueden señalar puntos comunes, como que la salida se efectuaba de un lugar fijo (el cementerio, una plaza, una ventana, el castillo, un prado). Las fechas de celebración solían ser a inicios del año, antes de la siembra, porque los «souleurs» no respetaban gran cosa.
Uno de los documentos más antiguos que conciernen a la soule es una ordenanza del rey Carlos V de Francia de 3 de abril de 1365, en la que precisa «que no puede figurar entre los juegos que sirven el ejercicio del cuerpo». En 1440, otra interdicción hecha por el obispo de Tréguier precisa que este juego ya se practica desde hace muchísimo tiempo, y amenaza a los jugadores con la excomunión y cien sueldos de multa, lo que prueba que la soule fue muy apreciada en aquella época; había que inspirar el miedo para terminar con el juego. Pero esto no interrumpió el encarnizamiento de los souleurs. Los juegos tradicionales, bajo el antiguo régimen, atraían a mucha gente. En Auray, una soule enfrentó a dieciséis parroquias.